# Колумбија на Светском првенству у атлетици у дворани 2022.
Колумбија је девети пут учествовала на 18. Светском првенству у атлетици у дворани 2022. одржаном у Београду од 18. до 20. марта. Репрезентацију Колумбије представљао је један такмичар, који је такмичио у трци 60 метара са препонама.,
На овом првенству такмичар Колумбије није освојио ниједну медаљу нити је постигао неки резултат.

## Учесници
Мушкарци:
- Јохан Чавера — 60 м препоне

## Резултати

### Мушкарци
| Атлетичар    | Дисциплина   | Лични рекорд | Квалификације | Квалификације | Полуфинале        | Полуфинале        | Финале            | Финале       | Детаљи |
| Атлетичар    | Дисциплина   | Лични рекорд | Резултат      | Место         | Резултат          | Место             | Резултат          | Место        | Детаљи |
| ------------ | ------------ | ------------ | ------------- | ------------- | ----------------- | ----------------- | ----------------- | ------------ | ------ |
| Јохан Чавера | 60 м препоне | 7,98         | 8,01          | 7. у гр. 4    | Није завршио трку | Није завршио трку | Није завршио трку | 43 / 44 (46) |        |